# Gymnosoma filiola
Gymnosoma filiola là một loài ruồi trong họ Tachinidae.